# When the Prince Arrived
When the Prince Arrived è un cortometraggio muto del 1913 diretto da Robert Z. Leonard che ha come interpreti Margarita Fischer, Frank Borzage, Joseph Singleton e lo stesso regista nel ruolo di un acrobata.

## Produzione
Il film fu prodotto dalla Rex Motion Picture Company.

## Distribuzione
Distribuito dall'Universal Film Manufacturing Company, il film uscì nelle sale cinematografiche statunitensi il 7 agosto 1913.